# Leon Festinger
Leon Festinger (New York, 8 mei 1919 – aldaar, 11 februari 1989) was een Amerikaanse sociaal psycholoog. Hij is beroemd geworden vanwege zijn theorie over cognitieve dissonantie. Festinger heeft zijn bacheloropleiding afgerond aan het City College of New York in 1939. Na het afronden van zijn master promoveerde hij aan de University of Iowa in 1942 onder begeleiding van Kurt Lewin. Naast zijn werk over cognitieve dissonantie geniet Festinger ook bekendheid vanwege zijn theorie van sociale vergelijking (en: social comparison theory), die zegt dat mensen zichzelf voornamelijk beoordelen door zichzelf met anderen te vergelijken.

In 1971 was hij een semester gastprofessor aan de Katholieke Universiteit Leuven, bij Jozef Nuttin.

## Cognitieve dissonantie
Cognitieve dissonantie is een gevoel van inconsistentie tussen handelingen, overtuigingen, attitudes of gevoelens. Volgens de cognitieve dissonantietheorie veroorzaakt dit een onaangename innerlijk toestand die mensen proberen te reduceren door een deel van hun ervaringen opnieuw te interpreteren, zodanig dat ze consistent (in evenwicht) zijn met de overige. In 1957 publiceerde Festinger een artikel waarin hij de theorie presenteerde. 

## Beknopte lijst van werken
- Social pressures in informal groups :a study of human factors in housing. New York: Harper, 1950.
- Research methods in the behavioral sciences. Londen: Staples Press, 1954.
- When Prophecy Fails. Minneapolis: University of Minnesota Press 1956. (co-auteurs: Henry W. Riecken en Stanley Schachter)
- A theory of cognitive dissonance. Stanford: Stanford University Press, 1962.
- Conflict, decision, and dissonance. Stanford: Stanford University Press,1964.
- Retrospections on social psychology. New York: Oxford University Press, 1980.
- The human legacy. New York: Columbia University Press, 1983.

- Bibliothèque nationale de France: cb12245913n (data)
- Catàleg d'autoritats de noms i títols de Catalunya: 981058616624906706
- CiNii: DA00997648
- Gemeinsame Normdatei: 118683470
- International Standard Name Identifier: 0000 0001 0931 7782
- Library of Congress Control Number: n80013477
- Mathematics Genealogy Project: 256826
- Bibliotheek van het Japanse parlement: 00513190
- Nationale Bibliotheek van Tsjechië: xx0116046
- Nationale Bibliotheek van Israël: 987007279124005171
- Nationale Bibliotheek van Polen: a0000002083248
- Nederlandse Thesaurus van Auteursnamen: 068433158
- Istituto Centrale per il Catalogo Unico: MILV074169
- SNAC: w6km37bt
- Système universitaire de documentation: 031197779
- Virtual International Authority File: 108682511
- WorldCat: E39PBJkXvwWkm74W7j99qbWdQq